# L'encantada
L'encantada (en français : L'enchantée) est l'une des chansons en langue occitane (plus précisément en béarnais) les plus célèbres du groupe béarnais Nadau, bien que composée relativement tardivement en 2005. 
Très populaire dans toute l'Occitanie et encore davantage en Béarn, elle est rapidement devenue une chanson traditionnelle.

## Hommages
La chanson est omniprésente aux matches de l'Élan béarnais Pau-Lacq-Orthez . Enfin, la chanson fait son retour en 2021 dans la play-list de la Section paloise, au coté de la Honhada, hymne officiel du club béarnais.
L'hymne du Stade montois ” Jaune et Noir “, est adapté librement de cette chanson du groupe béarnais. Nadau l'interprète d'ailleurs à l'occasion du 10ème anniversaire.
Le Pau FC diffuse la chanson avant ses matches au Nouste Camp.
Une partie de la mélodie apparaît dans la marche médiévale "Azcona", interprétée lors des festivals des Maures et Chrétiens du sud-est de l'Espagne.